# هلند (میشیگان)
هلند، میشیگان (به انگلیسی: Holland, Michigan) یک شهر در ایالات متحده آمریکا با جمعیت ۳۳٬۰۵۱ نفر است که در میشیگان واقع شده‌است.